# Type 69/79 (carro armato)
Il Type 69 (cinese:69式 Liùjiǔ shì, anche WZ-121) e il Type 79 (cinese:79式 Qījiǔ shì) sono una famiglia di carri armati da combattimento delle forze armate cinesi.
Prodotti dalla NORINCO, entrambi erano sviluppi del Type 59, derivato a sua volta dal T-54/55 sovietico, e furono i primi carri armati progettati dai cinesi in maniera indipendente. La differenza più appariscente tra i due modelli e i predecessori è la spaziatura tra la prima e la seconda ruota portante. Altri miglioramenti riguardarono un nuovo motore, i computer balistici e i telemetri laser. Il più avanzato Type 79 era equipaggiato con un cannone da 105 mm rigato, poi adottato anche sul successivo Type 88.

## Storia
In seguito alla crisi sino-sovietica, l'Unione Sovietica ritirò i propri tecnici ed il proprio supporto all'industria armiera cinese. Lo Stabilimento Nº 617 (Inner-Mongolia First Machine Group Co Ltd venne incaricato nel 1963 di migliorare il progetto del T-54A (Type 59) e realizzò quindi il Type 69. I miglioramenti includevano un cannone ad anima liscia da 100 mm stabilizzato su due assi, un nuovo motore da 500 hp e un faro di ricerca a infrarossi. Tuttavia, l'Esercito Popolare di Liberazione (EPL) non risultò soddisfatto da questa versione e il carro non entrò in produzione di serie. Alcuni analisti occidentali identificarono erroneamente il Type 69 come copia cinese del T-55 sovietico, mentre era il Type 59 ad essere una copia del T-54A.
Durante il conflitto di frontiera sino-sovietico, l'EPL riuscì a catturare un T-62 sovietico. Il carro venne esaminato e alcune sue componenti, come il faro di ricerca infrarosso Luna, vennero copiate e integrate nel progetto del T-69. Il Type 69 e il Type 79 furono i primi carri armati da combattimento sviluppati indipendentemente dai cinesi. Tuttavia, la prima versione del Type 69 venne utilizzato in quantità limitate. Pur essendo l'EPL insoddisfatto delle prestazioni del carro, esso ironicamente divenne uno dei veicoli corazzati di maggior successo commerciale: negli anni ottanta, furono venduti oltre 2.000 esemplari.
La distensione nelle relazioni tra Cina ed Occidente negli anni ottanta consentì al paese asiatico di migliorare i propri sistemi d'arma tramite l'importazione di tecnologie occidentali. Il Type 69 venne migliorato con sistemi quali il sistema di puntamento della British Marconi ed il cannone da 105 mm L7. La nuova versione del carro ricevette la denominazione di Type 79, che rappresentò l'ultima evoluzione della prima generazione di carri cinesi.
La semplicità, la robustezza e il basso costo di questi carri li rese attrattivi sul mercato dell'export e la Cina vendette centinaia di esemplari a entrambi i contendenti della guerra Iran-Iraq. Molti carri vennero usati da Saddam Hussein durante la guerra del Golfo e la guerra in Iraq del 2003.
I carri Type 69 dell'Esercito della Birmania ingaggiarono gli M60 Patton del Reale Esercito Thailandese nel 2001, durante la battaglia per il Posto di Frontiera 9631, anche se non è chiaro se vi siano state perdite tra le due parti.
Sia il Type 69 che il Type 79 condividono scafi e torrette pressoché identiche con il più vecchio Type 59. La differenza risiede nel fatto che i due modelli più recenti sono stati migliorati con tecnologie superiori sottratte o acquistate presso paesi stranieri tecnologicamente più avanzati. I cinesi Type 59, 69 e 79 possono essere visiti come parti della stessa famiglia evolutiva di carri, così come i sovietici T-54, T-55 e T-62 condividono una comune linea evolutiva. Solo a metà degli anni ottanta i cinesi hanno raggiunto l'esperienza necessaria per sperimentare nuovi progetti nazionali di carri non ricalcati sulla famiglia Type 59/69/79, mentre solo negli anni novanta ha avuto inizio la produzione di carri realmente moderniGelbart 1996:20-24.
Oggi rimangono negli arsenali dell'EPL solo un paio di centinaia di Type 69/79, la maggior parte relegata in unità addestrative o di riserva, mentre in prima linea questi sono stati sostituiti dai più moderni Type 96 e Type 99.

### Servizio in Iraq

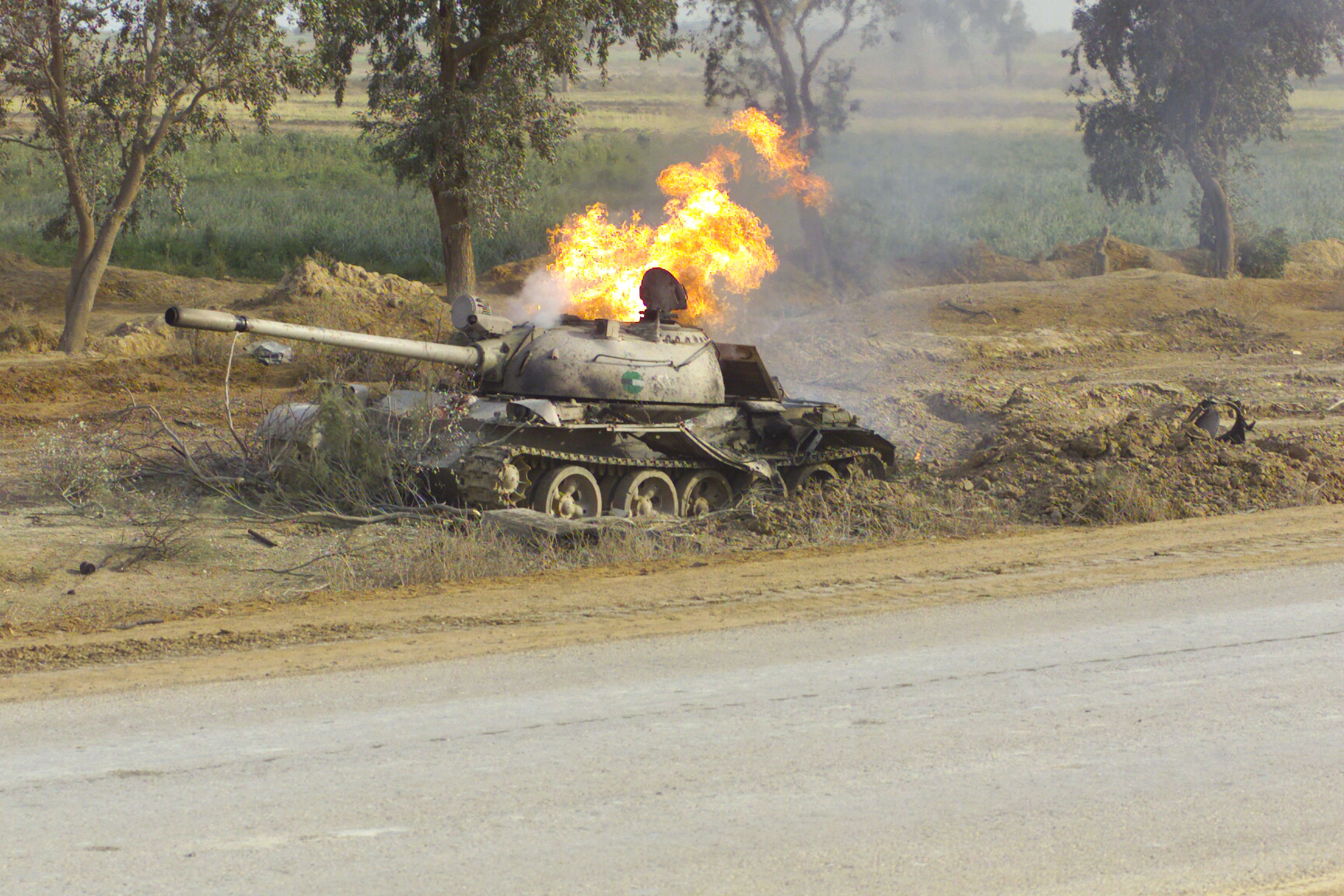
Un Type 69 a nord ell'An Nu'maniyah Bridge sulla Highway 27, distrutto dagli americani nell'aprile del 2003.

Durante gli anni ottanta, risulta che la Cina abbia venduto centinaia di Type 59 e Type 69 all'Iraq. Fin dalla guerra del Golfo del 1991, gli analisti occidentali sostennero che l'Iraq avesse modernizzato alcuni Type 69 con un cannone da 105 mm, con un mortaio da 160 mm e con un cannone da 125 mm dotato di sistema di caricamento automatico. Tutti erano rinforzati con corazzature spaziate saldate sul piastrone frontale. Tutte queste versioni erano conosciute come Type 69-QM. Nel 1991 le unità irachene equipaggiate con i Type 69 combatterono più strenuamente di quelle della Guardia Repubblicana, dotate di T-72; una possibile spiegazione è che Saddam Hussein avesse ordinato alle sue unità della Guardia di conservare le forze, inviando invece in prima linea il resto dell'Esercito iracheno, equipaggiato con gli inferiori Type 69.
In accordo con i rapporti sull'invasione dell'Iraq del 2003, i Type 69-QM furono impiegati dalle unità dell'esercito nella battaglia di Nassiriya del marzo 2003, la maggior parte dei quali impiegati in postazioni fisse come bunker. Questi giocarono un ruolo importante nell'imboscate organizzate contro la 507th Maintenance Company e la Compagnia C del 1st Battalion/2nd Marines, prima che gli AH-1 Cobra mettessero fuori combattimento i carri iracheni. Due Type 69 distrussero quattro veicoli della 507th, compreso un autocarro pesante speronato da uno dei carri. Quattro carri Type 69, nascosti da edifici, martellarono i marines della C Company con tiro indiretto, mettendo fuori combattimento diversi AAV7. Alcuni carri Type 59 e 69 fuori uso furono usati come esche o come semplici ostacoli.

## Varianti

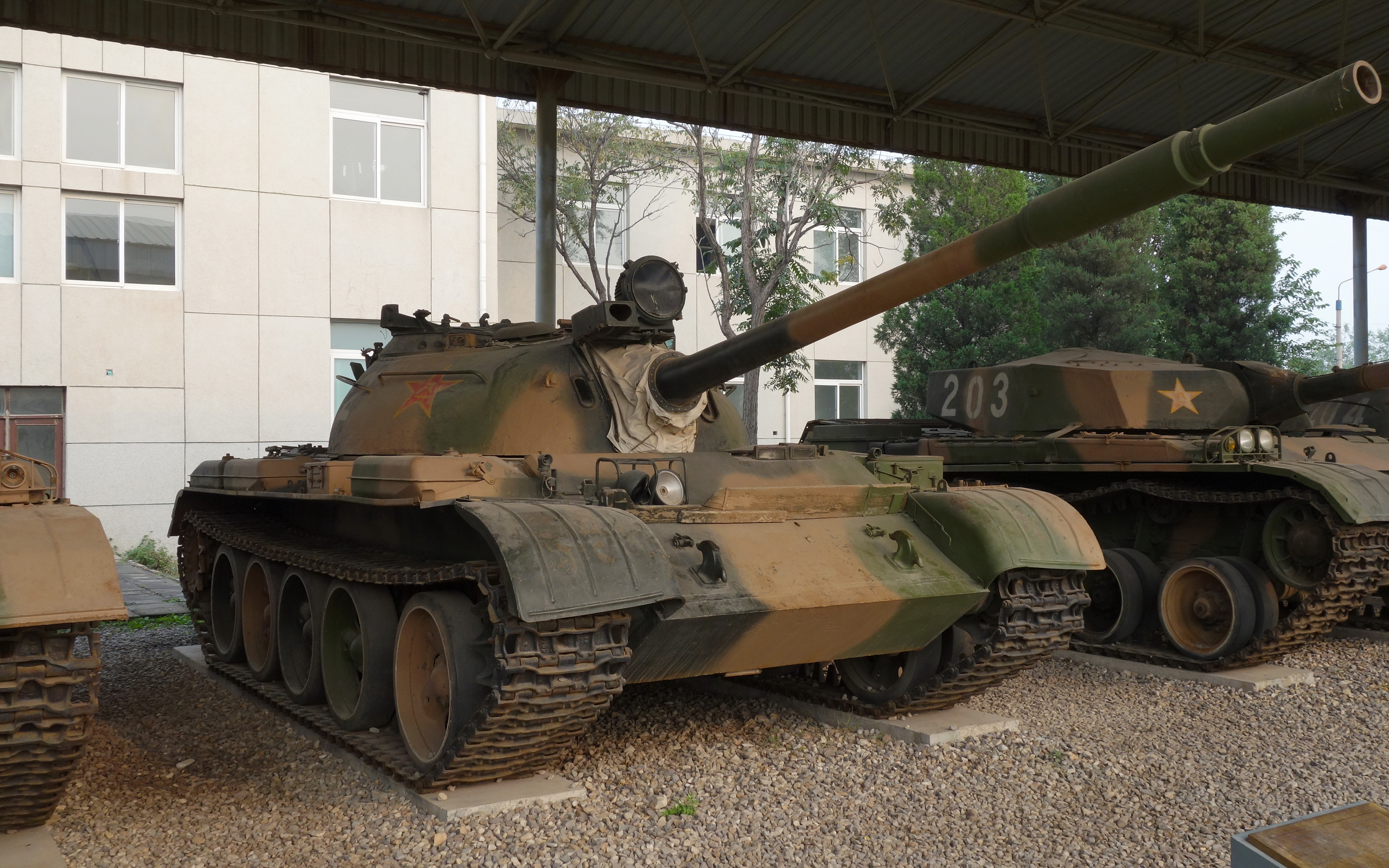
Type 69.

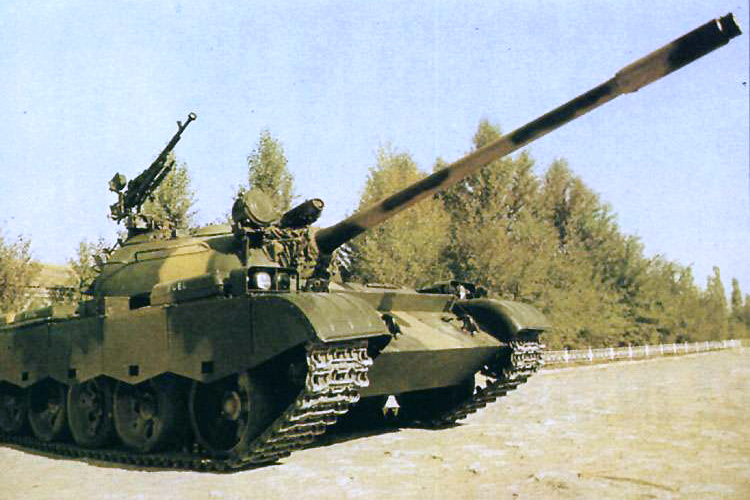
Type 69-II.

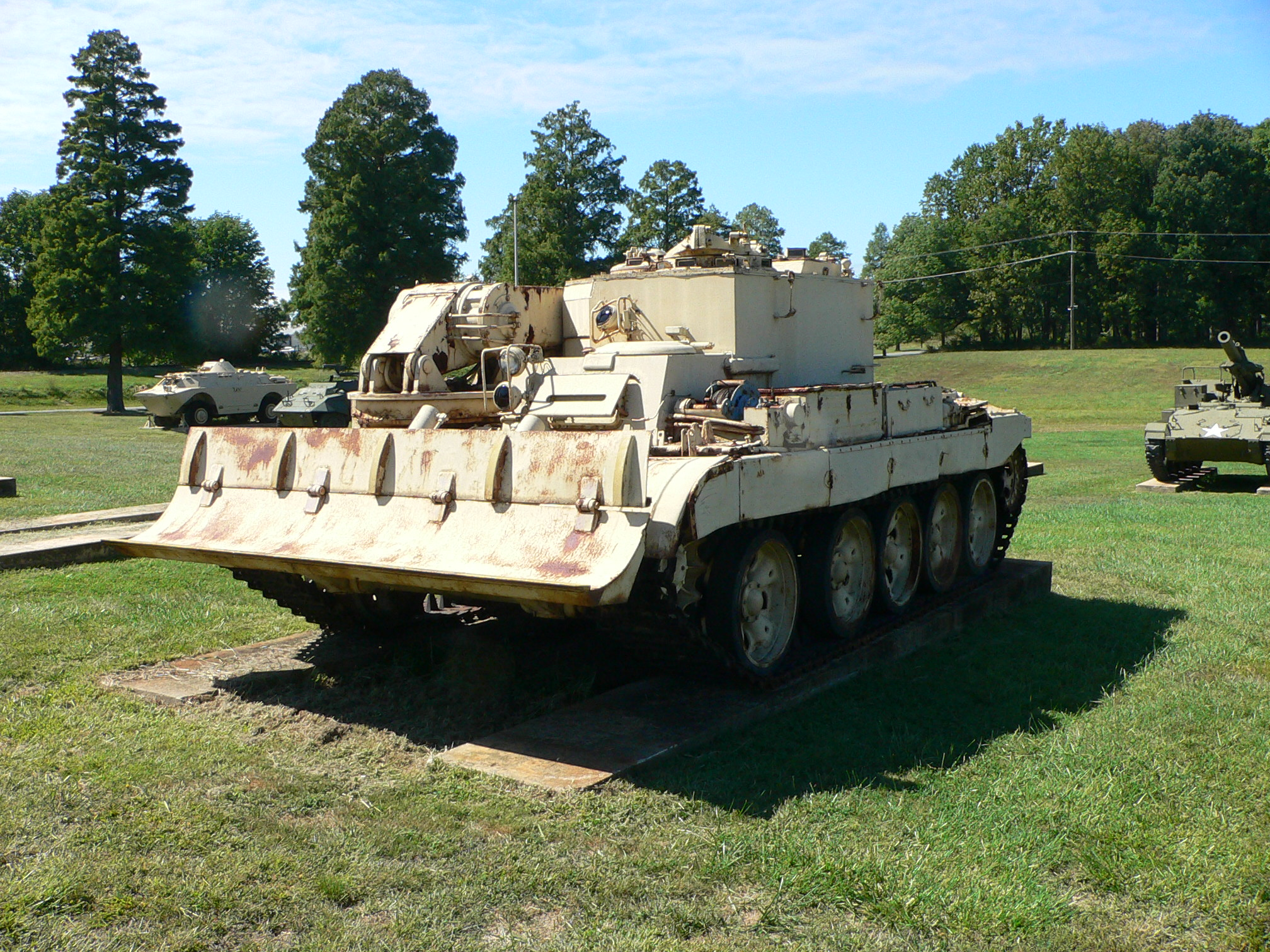
Type 653 ARV.

### Prototipi
- Type 69 - Prototipo basato sullo scafo del Type 59, equipaggiato con nuovo motore diesel da 580 hp, cannone liscio da 100 mm Type 69, faro di ricerca infrarosso e telemetro laser.
- Type 69-I - Prototipo incorporante alcune tecnologie tratte dal T-62 sovietico, come il faro infrarosso Luna ed il sistema di protezione NBC.

### Varianti di serie

#### Type 69
- Type 69-IIA - Prima versione di serie, prodotta nel 1982, equipaggiata con: 
  - cannone rigato da 100 mm Type 69-II
  - nuovo sistema di tiro con:
    - sistema di stabilizzazione su due assi TSFC
    - ottiche per cannoniere Type 70
    - telemetro laser TCRLA
    - computer balistico BCLA

  - radio Type 889
  - gonne paracingoli in gomma
  - rastrelliere sulla torretta
  - lanciagranate fumogene
  - due tappi di serbatoio a forma di diamante su una piastra inclinata dietro il motore

Questa versione venne largamente esportata e fu prodotta su licenza in Pakistan dalla Heavy Industries Taxila. Presso l'Esercito Reale Thailandese il carro era anche conosciuto come Type 30.
- Type 69-IIB/C - Versione carro comando con equipaggiamenti di comunicazione addizionali e generatore ausiliario. Caratterizzato esternamente da una lunga antenna radio e due casse sul retro, contenenti cavi ed un telefono da campo.
- Type 653 ARV - Veicolo corazzato da recupero basato sullo scafo del Type 69[9]. Il mezzo era privo di torretta; era dotato invece di una lama apripista nella parte frontale dello scafo e di una gru idraulica, con una capacità di 70 t[10].

#### Type 79

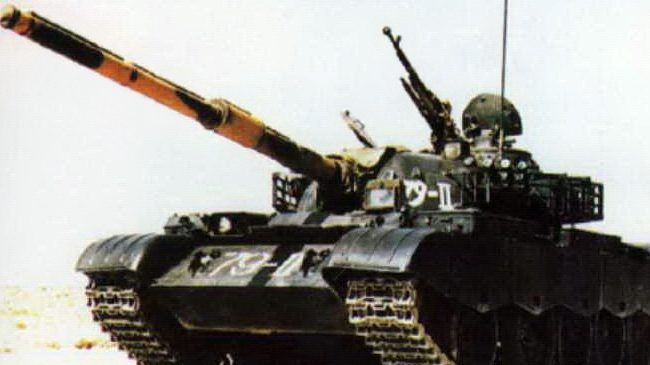
Type 79 cinese (Type 69-III o WZ-121D).

- Type 69-III (Type 79) - Designato anche WZ-121D, è una versione del Type 69-II migliorata con tecnologie occidentali. Nel 1983 vennero realizzati i due prototipi ufficiali, equipaggiati con componenti chiave. La produzione di serie iniziò nel 1984 ed il primo Type 79 venne presentato al pubblico durante la parata del 35º anniversario della Repubblica Popolare Cinese nello stesso anno. I miglioramenti includevano:
  - pattini di gomma per i cingoli (prima volta su un carro cinese)
  - chiusura automatica dei portelli in caso di rilevazione di agenti NBC (prima volta su un carro cinese)
  - cannone da 105 mm Type 83 (copia migliorata del 105 mm L7) con manicotto termico di realizzazione nazionale
  - sistema di visione infrarosso passivo
  - sistema di puntamento British Marconi con:
    - telemetro laser TLRLA
    - computer balistico BCLA
    - ottica per cannoniere TGSA

  - motore diesel Type 79 raffreddato a liquido da 730 hp
- Type 79 con corazza reattiva

### Varianti straniere

#### Iraq
- Type 69-QM - Conosciuto anche come T-55B presso l'Esercito iracheno. Era un Type 69-II con cannone standard da 100 mm rigato, corazzatura rinforzata spaziata sul piastrone frontale, albero di osservazione e, su alcuni mezzi, mortaio da 60 mm. I veicoli comando erano dotati anche di piastre di corazzatura spaziata, simili a quelle del T-55 Enigma. Prodotto tra il 1986 ed il 1988.
- Type 69-QM1 - Versione del Type 69-II migliorata con un cannone rigato da 105 mm standard NATO ed un telemetro laser. Prodotto dal 1984 al 1988.
- Type 69-QM2 - Versione del Type 69-II migliorata con un cannone ad anima liscia da 125 mm L80 standard del Patto di Varsavia ed un telemetro laser. Prodotto dal 1986 al 1991.

#### Bangladesh
Le modifiche all'armamento ed alla protezione del carro è stata curata direttamente dagli ingegneri dell'Esercito del Bangladesh.

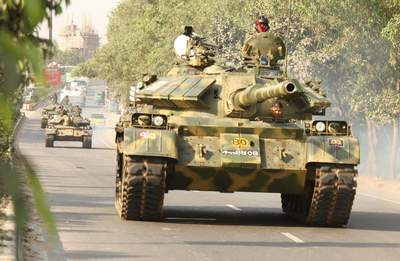
Un Type 69-IIG del Bānglādēśh Sēnābāhinī.

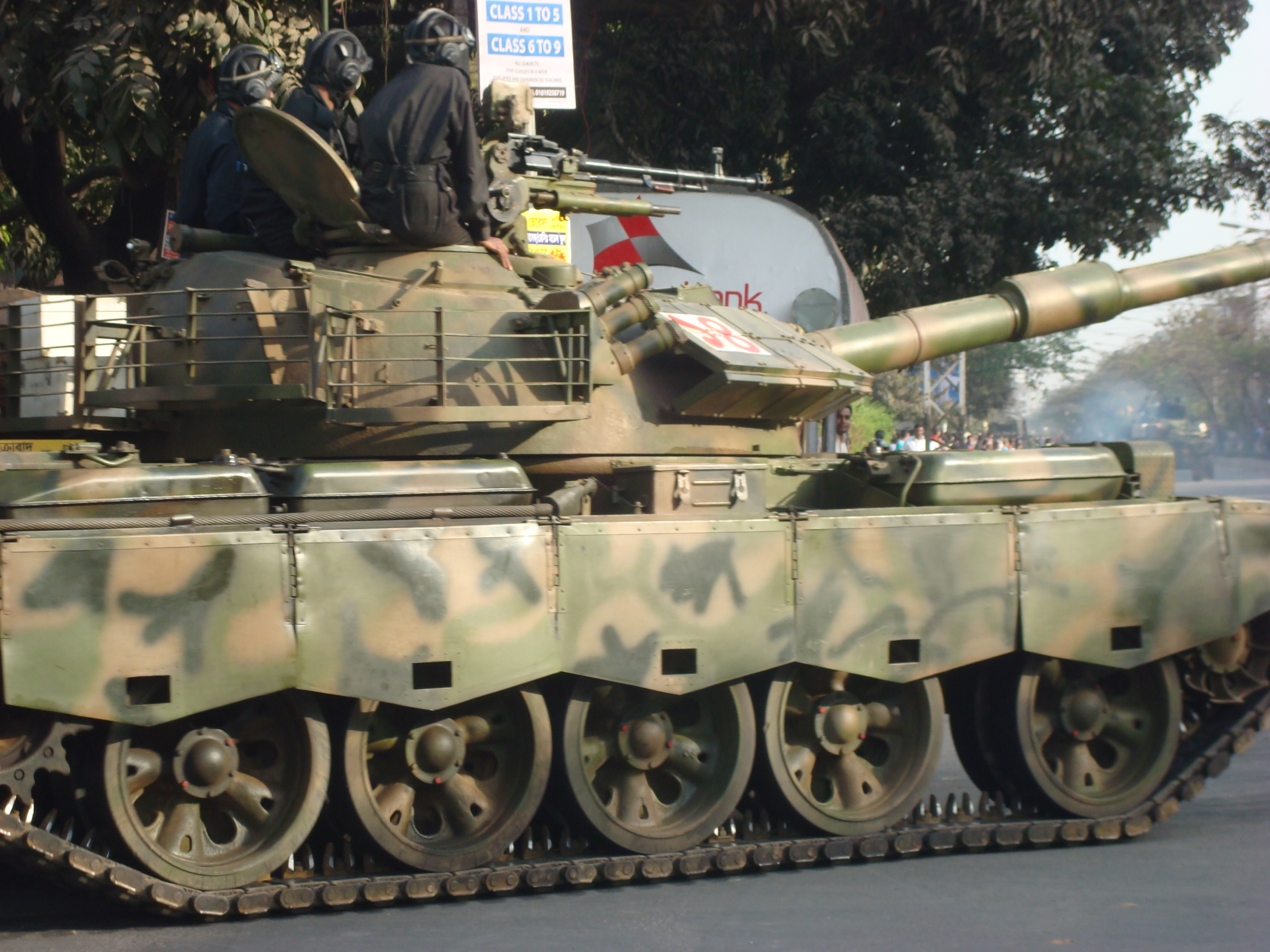
Un Type-69IIMk2G del Bānglādēśh Sēnābāhinī.

- Type 69-IIG - Modello bengalese migliorato con le seguenti modifiche: 
  - cannone da 105 mm Type 83A (versione del L-7 con calibro aumentato) ad anima liscia, stabilizzato su due assi, compatibile con munizionamento NATO, con sistema di caricamento semiautomatico e capacità di lancio di missili anticarro
  - nuovi sistema di puntamento, telemetro laser, camera termica e data link.
  - motore diesel da 850 hp
  - corazzatura reattiva cinese di 3ª generazione, sistema antincendio automatico collettivo, laser warning receiver, suite di protezione NBC
  - nuovo sistema di comunicazione e navigazione (incluso ricevitore GPS)
  - cingoli gommati

#### Birmania
L'Esercito birmano è equipaggiato con Type 69 MBT 50 e Type-69-2 MBT 80, tutti aggiornati nel 2007.

### Applicazioni civili
Il Type 69/79 è stato usato per sviluppare un mezzo cingolato per i vigili del fuoco cinesi. Attualmente il mezzo è in dotazione a solo tre brigate.

## Utilizzatori

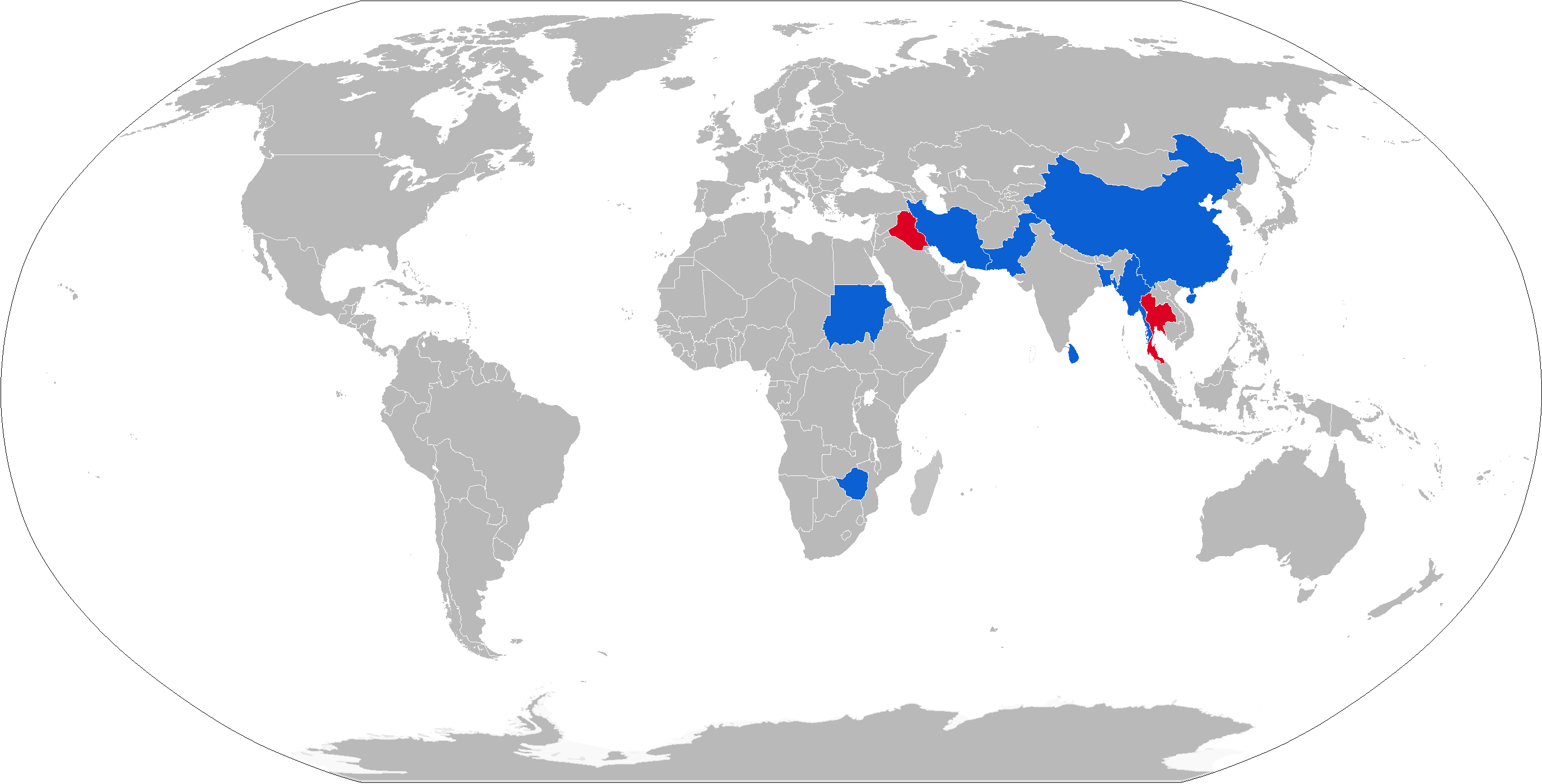
Mappa con i paesi utilizzatori del Type 69 in blu e gli ex-utilizzatori in rosso..

### Utilizzatori attuali
- Bangladesh: 235 Type-69MkIIG e 12 convertiti in veicoli corazzati da recupero
- Birmania: 260 tra Type 59D e Type-69 II
- Cina: 200+ in unità di riserva ed addestrative
- Iran: 200
- Pakistan: 400 Type 69-II[11]
- Sri Lanka: 20
- Sudan: 100 Type 69-I e 100 Type 79 prodotti su licenza da MIC e PRC
- Zimbabwe: 10

### Ex-utilizzatori
- Iraq: circa 1.500 Type 59 e Type 69 nel 1990, in seguito perduti o rottamati
- Thailandia: 100